# Linea 2 (metropolitana di Lima)
La linea 2 è una linea della metropolitana di Lima che collega la capitale peruviana da ovest, con capolinea a Puerto del Callao, ad est, con capolinea a Municipalidad de Ate. È la prima linea metropolitana sotterranea del Perù.
Incrocerà la linea 1 nella stazione di 28 de Julio. Un primo troncone, compreso tra le stazioni di Evitamiento e Mercado Santa Anita, è stato aperto al traffico il 23 dicembre 2023.

## Storia
La costruzione della linea è stata annunciata il 15 febbraio 2012, ed è iniziata ufficialmente il 29 dicembre 2014 con i lavori nel cantiere nel distretto di Santa Anita. 
I lavori per la costruzione di sei pozzi di ventilazione e cinque stazioni della prima sezione sono iniziati il 26 maggio 2015. L'inaugurazione e l'apertura al pubblico erano previste per il maggio 2020, secondo le stime del Ministero dei Trasporti e delle Comunicazioni peruviano. Tuttavia, nel 2018 è stato firmato un addendum che ha riadattato il programma dei lavori, con un completamento stimato per il 2024 per la prima sezione e per il 2026 per la seconda sezione.
Il 21 dicembre 2023 è iniziato l'esercizio gratuito in 5 stazioni della fase 1A tra le stazioni di Evitamiento e Mercado Santa Anita, mentre l'esercizio commerciale inizierà entro marzo 2024.

## Materiale rotabile
La linea, una volta completa, disporrà di 42 convogli della famiglia "MAAB" (metropolitana driverless Hitachi Rail Italy), sviluppata originariamente da AnsaldoBreda per la metropolitana di Copenaghen. 
Si tratta di treni bidirezionali composti da sei casse intercomunicanti e articolate, con larghezza di 2,85 m e una lunghezza di 107 m, dotati di trazione con inverter IGBT-VVVF e possono raggiungere una velocità massima di 90 km/h simili ai treni "Leonardo" della metropolitana di Milano. La capacità nominale è di 1105 passeggeri, di cui 166 seduti.